# Siatkówka plażowa na Igrzyskach Pacyfiku 2007
Siatkówka plażowa na Igrzyskach Pacyfiku 2007, rozegrana została w 2007 roku w Apii.

## Medaliści
| Konkurencja |                                                      |                                 |                                         |
| ----------- | ---------------------------------------------------- | ------------------------------- | --------------------------------------- |
| Mężczyźni   | Polinezja Francuska · Dino Tauraa/Steeve Maehaeanu   | Fidżi · Waisale Suka/Nanima Qio | Tonga · Tio Fonohema/Kama Manulevu      |
| Kobiety     | Polinezja Francuska · Louisa Lokani Vero/Taiana Téré | Fidżi · Mereula Meya/Finau Waqa | Vanuatu · Elwin Miller/Iatika Henriette |

## Tabela medalowa
| Poz. | Państwo             |   |   |   | Łącznie |
| ---- | ------------------- | - | - | - | ------- |
| 1    | Polinezja Francuska | 2 | 0 | 0 | 2       |
| 2    | Fidżi               | 0 | 2 | 0 | 2       |
| 3    | Tonga               | 0 | 0 | 1 | 1       |
| 4    | Vanuatu             | 0 | 0 | 1 | 1       |